# Startbahn ins Glück
Startbahn ins Glück ist eine US-amerikanische Filmkomödie aus dem Jahr 1948 von H. C. Potter mit Joan Fontaine und James Stewart in den Hauptrollen. Der Film wurde von Rampart Production produziert und basiert auf dem Fortsetzungsroman You Gotta Stay Happy von Robert Carson, der im April und Mai 1948 in The Saturday Evening Post erschien.

## Handlung
Kurz vor ihrer Hochzeit mit Henry Benson kommen der New Yorkerin Dee Dee Dillwood Bedenken. Ihr Onkel Ralph Tutwiler und der Psychologe Dr. Blucher haben Dee Dee bei ihren vorherigen sechs in die Brüche gegangenen Beziehungen unterstützt. Nun soll sie ihre Selbstzweifel ablegen und es mit Henry versuchen. Dee Dee willigt ein, doch als das Paar das Hotel für ihre Flitterwochen betritt, verfällt Dee Dee in Panik. Sie beschwört Henry, dass sie einen Fehler machen, doch ihr Mann will sich nicht demütigen lassen. Nur mit dem Morgenmantel bekleidet ergreift Dee Dee die Flucht und betritt die benachbarte Hochzeitssuite, die der Pilot Marvin Payne, Besitzer einer Fluggesellschaft, bewohnt. Kühl erzählt sie Marvin, sie sei sitzengelassen worden. Marvin, der die Suite durch den Nachtportier Dick Hebert erhalten hat, erlaubt ihr, die Nacht über zu bleiben. Dee Dee nennt sich Dottie Blucher und fragt den erschöpften Piloten nach einer Schlaftablette. Marvin ruft Dick an, der die Tablette bringt. Dick kommt es komisch vor, dass Marvin auf der Couch schlafen will. Er schaut sich kurz um und ist froh, dass keine unerlaubten Techtelmechtel geschehen. Dee Dee kommt aus ihrem Versteck hervor und geht zu Bett.
Am nächsten Morgen wird Marvin von seinem Geschäftspartner und Co-Piloten Bullets Baker aufgesucht, der zuerst auf die immer noch tief schlafende Dee Dee trifft. Marvin erklärt ihm die Situation, beide versuchen Dee Dee aufzuwecken, da sie einen Frachtflug zu absolvieren haben.  Dick erwischt die beiden Männer mit Dee Dee. Um einen Skandal zu verhindern, verkleiden Marvin und Dick Dee Dee als Pilotin, während Bullets ein junges Paar daran hindert, die von ihnen gebuchte Suite zu betreten. Mit der noch halb schlafenden Dee Dee schleichen Marvin und Bullets aus dem Hotel und fahren zum Flughafen von Newark. Dee Dee bittet Marvin, sie aus der Stadt zu fliegen, da sie in einer misslichen Lage ist. Marvin ist bereit, sie nach Chicago zu fliegen, doch Bullets hat dem frisch verheirateten Paar aus dem Hotel, Georgia und Milton Goodrich, zwei Tickets nach Kalifornien für 100 Dollar verkauft. Kurz vor dem Abflug erzählt Dee Dee Marvin, dass sie einem Mr. Caslon ein Ticket nach Kalifornien für 300 Dollar verkauft habe.
Während des Fluges mit seinem zweimotorigen Flugzeug erzählt Marvin Dee Dee, dass er erst heiraten werde, wenn er seine Familie finanziell abgesichert habe. Dies wird seiner Ansicht nach nicht vor 1954 der Fall sein. In Chicago verabschiedet sich Dee Dee widerstrebend, weil sie sich in Marvin verliebt hat. Der wiederum lädt sie zu dem Flug nach Kalifornien ein. Kurz darauf werden Marvin und Bullets von einem Detektiv angesprochen, der sich nach einer blonden Frau erkundigt, die mit einem Begleiter mittleren Alters unterwegs ist und wegen Unterschlagung gesucht wird. Zwar verneinen beide, doch nun kommt ihnen die blonde Dee Dee verdächtig vor, insbesondere als sie mit Päckchen beladen und in ein neues Kleid gehüllt von einer Einkaufstour zurückkommt. Nach dem Start will Marvin von Dee Dee etwas über die angegebene missliche Lage wissen, doch Dee Dee antwortet nur ausweichend. Statt wie geplant in Kansas City zwischenzulanden, fliegt Marvin nach Tulsa. Kurz vor dem Zwischenziel gerät die Maschine in einen Sturm und muss auf einem Feld notlanden. Der Farmer Mike Rocknell bietet den Piloten und den Passagieren an, die Nacht in seinem Farmhaus zu verbringen. Hier gestehen sich Dee Dee und Marvin ihre gegenseitige Zuneigung und küssen sich. Mr. Caslon ist von Schuldgefühlen geplagt und gesteht, der Betrüger zu sein. Er wurde von seiner blonden Sekretärin zu der Unterschlagung überredet. Marvin ruft Dick in New York an, der Erkundigungen über Dee Dee einholen soll.
Als Marvin am nächsten Morgen versucht, sein Flugzeug aus dem verschlammten Feld freizubekommen, schnauzt er Dee Dee grundlos an, die befürchtet, dass Marvin von ihrer Hochzeit weiß. Sie will ihn von ihren wahren Gefühlen zu ihm überzeugen, doch er weist sie zurück. Das Flugzeug wird mit der Hilfe einiger Cherokee-Indianer befreit. Ohne Dee Dee geht der Flug weiter nach Kalifornien. Am Ziel Burbank erfährt Marvin, dass seiner Firma der Bankrott droht. Bei einer spontanen Mitgliederversammlung erkennt er, dass Dee Dee die Gesellschaft gekauft hat. Außer sich vor Wut sucht er Dee Dee auf, die ihre Tante Martha in Bel Air besucht. Dee Dee hat ihre Ehe mit Henry annullieren lassen und erneut eine Schlaftablette eingenommen. Während ihrer Diskussion mit dem zornigen Marvin schläft sie ein. Am nächsten Morgen erklärt sie Marvin, dass er die Gesellschaft leiten werde, während sie die Kinder großziehe. Dann zeigt sie ihm seine eigene viermotorige Maschine.

## Produktion

### Hintergrund
Gedreht wurde der Film vom 4. Mai bis zum 12. Juli 1948 in den Universal-Studios in Universal City. Außenaufnahmen entstanden am Newark Metropolitan Airport.
Joan Fontaine und ihr Ehemann William Dozier, der für Universal Pictures als ausführender Produzent tätig war, gründeten die Produktionsgesellschaft Rampart. Fontaine war zum Zeitpunkt der Dreharbeiten schwanger.
James Stewart war, wie auch Regisseur Potter, ein erfahrener Pilot. Stewart hatte während des Zweiten Weltkrieges als Bomberpilot bei der United States Army Air Force gedient und war zum Zeitpunkt der Dreharbeiten Reserveoffizier. Im Film trägt er seine Lederjacke der USAAF. Für den Film wurde eine ehemalige Übungsmaschine der Armee vom Typ Douglas DC-3 benutzt.
Der Vorspann wurde in animierter Form gefertigt, mit Karikaturen von Joan Fontaine und James Stewart, geschaffen von Walter Lantz.

### Stab
Alexander Golitzen oblag die künstlerische Leitung. Russell A. Gausman und Ruby R. Levitt waren für das Szenenbild zuständig, Jean Louis für die Kostüme, Bud Westmore, V. Curtis und Lou LaCava für das Maskenbild. Verantwortliche Toningenieure waren Leslie I. Carey und Joe Lapis. Philip H. Lathrop arbeitete als Kameraassistent.

### Besetzung
In kleinen nicht im Abspann erwähnten Nebenrollen traten Myron Healey und Beatrice Roberts auf.
Robert Rockwell gab sein Filmdebüt.
Jock Mahoney war das Stunt-Double von Willard Parker.

### Musik
Der Titelsong You Gotta Stay Happy stammte von Jack Brooks und Dan Alexander.

## Veröffentlichung
Die Premiere des Films fand am 28. Oktober 1948 statt. In Österreich kam er am 6. Januar 1950 in die Kinos. In der Bundesrepublik Deutschland wurde er am 29. Januar 1985 im deutschen Fernsehen ausgestrahlt.

## Kritiken
Der Filmkritiken-Aggregator Rotten Tomatoes hat in einer Auswertung ein Publikumsergebnis von 44 Prozent positiver Bewertungen ermittelt.
Das Lexikon des internationalen Films schrieb: „Romantisch-oberflächliche Liebeskomödie mit zahlreichen Verwicklungen; vor allem dank einiger ausgezeichnet interpretierter Nebenrollen unterhaltsam.“
Der Kritiker der The New York Times befand, der dünne Film sei eine Komödie wie Kraut und Rüben, die ein Gefühl des Vergnügens hinterlasse. Man werde kein Seitenstechen vor Lachen bekommen, doch es gebe viele Gelegenheiten zum Kichern. Die Produktion habe eine nette, leichte und luftige Qualität.
Der Kritiker des TV Guide sah einen Film, dessen Hauptdarsteller anerkennenswerte Leistungen erbringen, die durch den ulkig-planlosen Regiestil Potters unterstützt werde.